# Calvário (Grão Vasco)
Calvário é um retábulo de pintura a óleo sobre madeira criado cerca de 1530-1535 pelo pintor português do renascimento Vasco Fernandes (c. 1475-1542) e que está presentemente no Museu Grão Vasco, em Viseu.
O Retábulo, composto por um painel principal maior que representa a Crucificação de Cristo e por uma predela constituída por três painéis mais pequenos que representam Cristo Perante Pilatos, Descida da Cruz e Descida de Cristo ao Limbo, decorava originalmente a capela do Santíssimo (no topo sul do transepto) da Sé de Viseu.

## Descrição
No painel maior está representada a Crucificação de Cristo entre as crucificações do Bom e o Mau ladrão, estando a Virgem Maria desfalecida a ser amparada por Maria Madalena, São João e uma santa mulher. À volta dos crucificados está uma multidão de guardas e carrascos, três deles a cavalo, num espectáculo de expressivo dramatismo, a que acresce a meia distância do lado esquerdo a cena do transporte da escada, e mais longe, do lado direito, o enforcamento de Judas.
A cruz de Cristo está colocada sensivelmente no centro da composição, numa posição frontal e mais próxima do espectador, enquanto as do Bom e do Mau Ladrão se afastam ligeiramente (uma mais do que a outra), notando-se a expressiva contorção da figura do Mau Ladrão, que contraria a ideia de simetria no terço superior da composição, e que acentua a tensão dinâmica da cena.
O mesmo sucede com a organização dos núcleos das personagens que assistem ao acto. Para além do limite definido pela cruz e pelo último cavaleiro, e através do escalonamento de baixo para cima, existe uma muralha de rostos e de lanças, onde se vê também, na base da cruz de Cristo, a representação da repartição do seu manto. A massa compacta da multidão é rompida quando faz avançar para primeiro plano o grupo onde está a Virgem Maria, organizado numa composição triangular. Na mesma linha de saliência da multidão está a figura de costas no lado oposto. Este descentramento dinâmico da composição, ao mesmo tempo que contribui para acentuar a centralidade da figura de Cristo, foco da atenção e da tensão, é reforçado pelo pintor pela definição espacial da luz proveniente da esquerda.
Para reforço da expressividade dos rostos, o pintor optou por fisionomias rudes e por deformações caricaturais, como bocas enormes, pálpebras entumescidas e narizes aduncos. Nos rostos femininos, como no da maioria dos guardas e carrascos, é também a deformação caricatural e a expressividade da forma, que se acentuou ao longo da vida artística de Vasco Fernandes.
À distância, do lado esquerdo, recortada na luz intensa do céu, entrevê-se a cidade de Jerusalém.
Na predela (imagens em Galeria), constituida por  Cristo Perante Pilatos, Descida da Cruz e Descida de Cristo ao Limbo dão ao retábulo a dimensão temporal, narrativa, do ciclo da Paixão. Na Descida de Cristo ao Limbo estão representados com requintado pormenor uma série de animais fantásticos com formas híbridas. Na Descida da Cruz, do lado direito, e como se se tratasse de uma transposição em escala reduzida da cena do Calvário, figura a Virgem desfalecida entre as santas mulheres e, ao longe, está definida uma cidade com extraordinário realismo ostentando um dos pormenores arquitectónicos mais representados por Vasco Fernandes: a porta de entrada das suas fantásticas cidades.
Para além das perdas e dos repintes, os desgastes dos materiais colocaram à superfície visível o abundante desenho subjacente e algumas formas que chegaram a ser pintadas e que depois foram alteradas, o que prova o processo de maturação da obra.

## Apreciação
Segundo a MatrizNet, entre outros aspectos importantes, poderá referir-se o imaginário prodigioso que percorre esta obra monumental. À direita da composição central, e na escala diminuta que sugere o longe, surge Judas enforcado, acompanhado por um pequeno diabo que se apropria da sua alma. Por outro lado, através da relação luz-cor, isto é, da incidência da luz nos tons vibrantes do vermelho, do amarelo e do verde, que se distribuem com sucessão rítmica pelas figuras dos primeiros planos, Vasco Fernandes espacializa a forma de modo contínuo, e modela os volumes com a plasticidade que lhe é habitual.
Para Dagoberto Markl (1986), o ecletismo da obra de Vasco Fernandes, na qual se cruzam influências nórdicas e meridionais, tem no Calvário exemplo notável de influência germânica.

## História
Acerca deste retábulo, Dalila Rodrigues (in " Grão Vasco e a Pintura Europeia do Renascimento", p. 168) refere que esteve primitivamente localizado na capela do Santíssimo da Sé de Viseu (topo sul do transepto), tendo sido transferido no século XVII para a capela tumular de D. João Vicente. Até 1945, julgava-se que o Calvário havia sido encomendado para esta capela, que passou a ser designada por «capela de Jesus», e que à capela do Santíssimo corresponderia o retábulo S. Sebastião, que por sua vez esteve primitivamente localizado numa capela do claustro.

## Predela

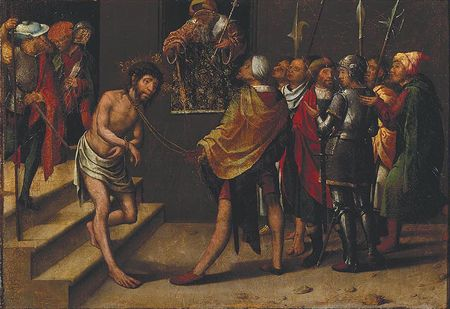
Cristo Perante Pilatos (c. 1535-40), predela da esquerda da pintura Calvário, de Grão Vasco, atualmente no Museu Grão Vasco, em Viseu
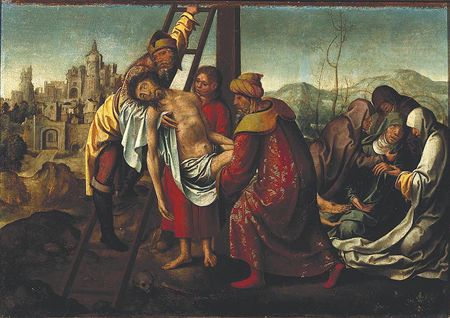
Descida da Cruz (c. 1535-40), predela central da pintura Calvário, de Grão Vasco, atualmente no Museu Grão Vasco, em Viseu
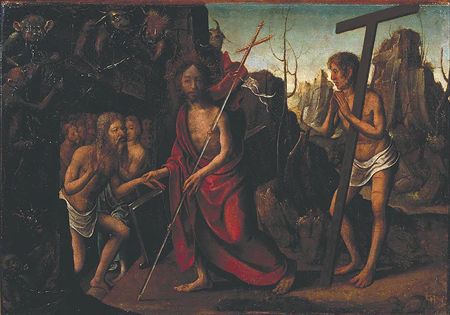
Descida de Cristo ao Limbo (c. 1535-40), predela da direita da pintura Calvário, de Grão Vasco, atualmente no Museu Grão Vasco, em Viseu

## Ligação externa
- Página oficial do Museu Nacional Grão Vasco na página da DG Património Cultural